# Pitsea
Pitsea är en ort i unparished area Basildon, i distriktet Basildon, Storbritannien. Den ligger i grevskapet Essex och riksdelen England, i den sydöstra delen av landet, 40 km öster om huvudstaden London. Pitsea ligger 22 meter över havet och antalet invånare är 25 000. Civil parish hade 3 414 invånare år 1931. År 1937 blev den en del av den då nybildade Billericay. Byn nämndes i Domedagsboken (Domesday Book) år 1086, och kallades då Piceseia.
Terrängen runt Pitsea är platt. Runt Pitsea är det mycket tätbefolkat, med 1 361 invånare per kvadratkilometer. Närmaste större samhälle är Basildon, 3,5 km väster om Pitsea. Trakten runt Pitsea består till största delen av jordbruksmark.